# Leucochrysa (Nodita) indiga
Leucochrysa (Nodita) indiga is een insect uit de familie van de gaasvliegen (Chrysopidae), die tot de orde netvleugeligen (Neuroptera) behoort. 
Leucochrysa (Nodita) indiga is voor het eerst wetenschappelijk beschreven door Navás in 1928.